# Melody of Love (2023)
Melody of Love ist ein experimenteller Tanzfilm von Edmundo Bejarano. Die Koproduktion zwischen Äthiopien, Belgien und Deutschland feierte im Juni 2023 beim Tribeca Film Festival ihre Premiere und wurde hier in der Sektion Viewpoints gezeigt.

## Handlung
Michael lebt in Addis Abeba. Er hat einen Schrein für Michael Jackson in seiner Wohnung aufgebaut und verdient sein Geld als Jazzgitarrist. Seine Mutter lebt in Europa. Bei einem ihrer regelmäßigen Videochats drängt sie ihn, Äthiopien zu verlassen und zu ihr nach Brüssel zu kommen. Alles was Michael kennt, ist sein Leben in Addis Abeba.
Nach seinem Umzug nach Brüssel, muss er seine Karriere und sein soziales Leben in diesem fremden Land von Grund auf neu aufbauen. Er verabscheut die Menschen, die ihn hier umgeben und ihm mit Rassismus begegnen. Auch sein Musikstil wird vom weißen Publikum nicht sonderlich geschätzt. Michael ist gezwungen, sich mit der Kolonialgeschichte seines Landes auseinanderzusetzen.

## Produktion
Regie führte der bolivianische Filmemacher Edmundo Bejarano. Es handelt sich nach Atolondrado von 2013 und Los lemmings contraatacan von 2014, bei denen er jeweils auch als Kameramann fungierte, um seinen dritten Film. Bejarano schrieb auch das Drehbuch für Melody of Love.
Elijah Reid spielt in der Hauptrolle Michael. Er war zuvor in einem Musikvideo von Kanye West und in dem Kriminalfilm 198 Grand von Andy Frith zu sehen und erhielt in Melody of Love seine erste Hauptrolle. Kalkidan Abiy spielt Michaels Mutter.
Als Kameramann arbeitete Carlos Vargas, der auch als Produzent fungierte.
Melody of Love feierte am 10. Juni 2023 beim Tribeca Film Festival in New York seine Premiere.